# Phorinia gracilis
Phorinia gracilis là một loài ruồi trong họ Tachinidae.